# الكوخ (رواية 2007)
الكوخ هي رواية للكاتب الكندي ويليام بّي يونغ نُشرت في عام 2007.
نُشرت الرواية ذاتيًا وأصبحت من أكثر الكتب مبيعًا في يو إس إيه توداي، بعد أن باعت مليون نسخة حتى 8 يونيو 2008. حصلت الرواية على المركز الأول بكونها الكتاب الورقي الغلاف ذات الخيال التجاري الأكثر مبيعًا على قائمة نيويورك تايمز من يونيو 2008 إلى أوائل عام 2010، في شراكة نشر مع هاشيت بوك غروب يو إس إيه فيذوردز إمبرينت (هودر وستوتون في المملكة المتحدة). وفي عام 2009، حصلت على «الجائزة الألماسية» لبيعها أكثر من 10 ملايين نسخة عن طريق جمعية ناشرين المسيحيين الإنجيليين.
عنوان الكتاب هو كنايةً لـ «المنزل الذي تبنيه من ألمك الخاص»، كما وضح يونغ في مقابلة هاتفية. وقال أيضًا لمضيف البرنامج الإذاعي الحواري درو مارشال أن الكوخ «هو كناية للأماكن التي تُحاصر بها، فتتألم، وتتدمّر... فيتمركز هناك الشعور بالخزي أو الأذى».

## الحبكة
تدور أحداث الرواية في شمال غرب أمريكا. الشخصية الرئيسية هي ماكنزي ألن فيليبس، وهو أب لخمسة أطفال تناديه عائلته وأصدقائه بـ «ماك». قبل أربع سنوات من الأحداث الرئيسية للقصة، يأخذ ماك ثلاثة من أطفاله في رحلة تخييم إلى بحيرة والوا بالقرب من جوزيف، أوريغون، وتوقفوا في طريقهم على شلالات مولتنوماهعلي. بينما كان اثنان من أطفاله يلعبان في الزورق انقلب وكان ابن ماك على وشك الغرق. يتمكن ماك من إنقاذ ابنه بالإسراع في الماء وتحريره من حزام الزورق لكنه يترك ابنته الصغيرة ميسي من دون قصد وحدها في المخيم. بعد عودة ماك، يكتشف أن ابنته ميسي مفقودة. تُستدعى الشرطة، وتكتشف الأسرة أن ميسي خُطفت وقُتلت على يد قاتل متسلسل يعرف باسم «ليتل ليديكيلر (قاتل الشابات اليافعات)». عثرت الشرطة على كوخ مهجور في الغابة، الذي أُخذت ميسي إليه. عُثر على ملابسها الملطخة بالدماء، ولكن لم يُعثر على جسدها. تغرق حياة ماك في ما يسميه «الحزن العظيم».
مع بداية الرواية، يستلم ماك رسالة في صندوق بريده من «بابا»، قائلًا إنه يود مقابلة ماك في عطلة نهاية الأسبوع القادم في الكوخ. تثير الرسالة حيرة ماك – لم يكن لديه علاقة مع والده السيء منذ أن هجر المنزل عندما كان في سن الثالثة عشرة. ويشتبه في أن الرسالة قد تكون من الله الذي تشير إليه زوجته نان باسم «بابا».
تغادر عائلة ماك لزيارة الأقارب ويذهب هو بمفرده إلى الكوخ، غير متأكد مما سيراه هناك. وصل ولم يجد شيئًا في البداية، ولكن عند مغادرته، يتحول الكوخ ومحيطه بشكل خارق إلى مشهد مترف وجذاب. يدخل الكوخ ويواجه مظاهر الأقانيم الثلاثة في الثالوث. يأخذ الله الآب شكل امرأة أمريكية من أصل أفريقي تسمي نفسها ألوسيا والأب، واليسوع نجار من الشرق الأوسط. وتظهر الروح القدس جسديًا باعتبارها امرأة آسيوية تدعى سارايو.
يروي الجزء الأكبر من الكتاب محادثات ماك مع بابا ويسوع وسارايو إلى أن يصل إلى فكرة وفاة ميسي وعلاقة هذه القضية بثلاثتهم. لدى ماك أيضًا تجارب مختلفة مع كل منهم. يسير ماك مع يسوع عبر البحيرة، ويرى صورة والده (الأرضي) في السماء مع سارايو، ويجرى محادثة مع صوفيا (حكمة الله)، حيث تتجسد في تلك المحادثة حكمة الله. في نهاية زيارته، يذهب ماك في نزهة مع بابا، الذي يظهر الآن كرجل أمريكي مسن، ويظهر له مكان ترك جثة ميسي في كهف.
بعد قضاء نهاية الأسبوع في الكوخ، يغادر ماك وهو مشغول البال بأفكاره لدرجة أنه كاد أن يُقتل تقريبًا في حادث سيارة. بعد شفائه، أدرك أنه لم يقض بالفعل نهاية الأسبوع في الكوخ، لأن الحادث الذي تعرض له وقع في نفس اليوم الذي وصل فيه إلى الكوخ. كما أنه قاد الشرطة إلى الكهف الذي كشف عنه بابا، ووجدوا جثة ميسي لا تزال ملقاة هناك. بمساعدة أدلة الطب الشرعي المكتشفة في مكان الحادثة، قُبض القاتل ليتل ليديكيلر، وعُرض للمحاكمة.

## وصلات خارجية
- الموقع الرسمي